# Samuel Fuller
Samuel Fuller (12. august 1912 i Worcester, Massachusetts – 30. oktober 1997 i Hollywood, Californien) var en amerikansk manuskriptforfatter og filminstruktør, bedst kendt for sine virkningsfulde og vitale kriminalfilm. 
Fuller fik debut i 1949 og gjorde sig bemærket med film som Lommetyven (Pickup on South Street, 1953), Bambushuset (House of Bamboo, 1955) og Chok korridor (Shock Corridor, 1963), sidstnævnte henlagt til et sindssygehus. Han gjorde comeback med Den barske elite (The Big Red One, 1980). Hans stil har påvirket flere generationer af instruktører, og han spillede også en række biroller for andre instruktører, fra Jean-Luc Godards Manden i månen (Pierrot le Fou, 1965) til Wim Wenders' The End of Violence (1997).